# Herpetogramma straminealis
Herpetogramma straminealis is een vlinder uit de familie van de grasmotten (Crambidae), uit de onderfamilie van de Spilomelinae. De wetenschappelijke naam van deze soort is voor het eerst gepubliceerd in 1905 door Paul Dognin.
De soort komt voor in Ecuador.